# Экономика Литовской ССР
Экономика Литовской ССР (лит. Lietuvos TSR ekonomika) — составная часть экономики СССР, расположенная на территории Литовской ССР. Входила в Прибалтийский экономический район.
По оценке ИМЭМО РАН, в 1990 году по ВВП на душу населения Литва занимала 39-е место в мире.

## Историческая справка

### Ущерб экономике Литовской ССР в 1941—1945 годы
Территория Литовской ССР была занята немецкими войсками в июле 1941 года. В период оккупации, каратели[кто?] полностью сожгли 20 деревень и хуторов. В дальнейшем, при отступлении, немецкие войска применяли тактику «выжженной земли». В целом, ущерб экономике Литовской ССР составил 17 млрд советских рублей. На территории Литовской ССР были сожжены и разрушены 80 тыс. зданий (в том числе 2 тыс. зданий промышленных предприятий, 56 электростанций, 72 больницы, поликлиники и амбулатории, 712 школ, 15 научных учреждений, 26 тыс. жилых домов, театры, клубы и др.), Клайпедские речной и морской порты, угнан в Германию подвижный железнодорожный состав и разрушены железные дороги.
Значительных усилий потребовала очистка территории республики от минно-взрывных устройств и иных взрывоопасных предметов, которая продолжалась спустя годы после окончания войны. В качестве примера можно привести Клайпеду:
- в 1947 году при разминировании зданий и сооружений Клайпедского вокзала и территории железнодорожной станции (в общей сложности, 3 км² территории) было обезврежено 3000 кг аммонала и динамита, более 2100 снарядов, около 1500 мин, десятки авиабомб;
- в 1953 году на улице Донелайтиса была обнаружена и обезврежена 150-килограммовая авиабомба. На улице Спортининку — обнаружены и обезврежены снаряды, гранаты и мины;
- в 1957 году при строительстве нефтебазы обнаружен склад боеприпасов, разминирование заняло несколько дней…

## Промышленность
Ведущие отрасли промышленности:
- машиностроение и металлообработка
- химическая и нефтехимическая
- лёгкая
- пищевая

Энергетика базировалась главным образом на привозном топливе: Каунасская ГЭС (1956), Литовская ГРЭС (1968), Игналинская АЭС (1983).
Создавалась нефтеперерабатывающая промышленность («Mažeikių nafta» (1972) в Мажейкяй).
Машиностроение было представлено приборо-, станко-, судостроением, сельскохозяйственным машиностроением, электротехнической, радиоэлектронной и другими отраслями (крупные центры: Вильнюс, Каунас, Клайпеда).
Химическая промышленность — производили искусственное волокно (Каунас), минеральные удобрения («Азотас» в Йонаве (1962); «Лифоса» в Кедайняй (1963)), пластмассовые изделия («Plasta» в Вильнюсе) и др.
Производство стройматериалов (железобетонные конструкции (Вильнюсский ЖБК), кирпич, шифер и пр.).
Из отраслей лёгкой промышленности развиты: хлопчатобумажная, шерстяная, обувная (крупные центры: Каунас, Вильнюс, Шяуляй, Клайпеда, Паневежис, Алитус, Биржай, Плунге). Главные отрасли пищевой промышленности — мясо-молочная, рыбная, мукомольная, сахарная.
Были развиты художественные промыслы: изделия из янтаря, керамики, резьба по дереву, тиснение кожи (в том числе «Dovana» и «Daile» в Вильнюсе).

## Сельское хозяйство
Весной 1941 года в республике начали действовать первые 42 МТС и 262 машинно-конных пункта.
В 1986 году в республике насчитывалось 282 совхоза и 737 колхозов. Сельскохозяйственные угодья составляли 3,6 млн га, из них:
- пашня — 2,4 млн га,
- сенокосы — 0,4 млн га,
- пастбища — 0,8 млн га.

Сельское хозяйство специализировалось на молочно-мясном скотоводстве и беконном свиноводстве, птицеводстве, а также на возделывании льна, сахарной свёклы и овощей. Поголовье (на 1987 год, в млн голов): крупный рогатый скот — 2,5 (в том числе коров — 0,9), свиней — 2,8, овец и коз — 0,1. Большое значение имело осушение заболоченных земель: площадь осушенных земель — 2,931 млн га (1986 год).

## Транспорт
Основные виды транспорта: железнодорожный и автомобильный. Эксплуатационная длина (на 1986 год):
- железных дорог — 2,01 тыс. км,
- автодорог — 20,9 тыс. км (в том числе с твёрдым покрытием — 20,4 тыс. км).

Важную роль играл морской и речной транспорт: главный морской порт — Клайпеда, речной — Каунас.